# Victor Arnold
Victor Arnold, all'anagrafe Arnold Ratner (New York, 1º luglio 1936 – Buffalo, 13 aprile 2012), è stato un attore statunitense.

## Filmografia parziale

### Cinema
- New York: ore tre - L'ora dei vigliacchi (The Incident), regia di Larry Peerce (1967)
- Shaft il detective (Shaft), regia di Gordon Parks (1971)
- Squadra speciale (The Seven-Ups), regia di Phillip D'Antoni (1973)
- ...e giustizia per tutti (...And Justice for All), regia di Norman Jewison (1979)
- Delitti inutili (The First Deadly Sin), regia di Brian G. Hutton (1980)
- Wolfen, la belva immortale (Wolfen), regia di Michael Wadleigh (1981)
- Il ribelle (All the Right Moves), regia di Michael Chapman (1983)
- The Protector, regia di James Glickenhaus (1985)
- Mosche da bar (Trees Lounge), regia di Steve Buscemi (1996)
- The Yards, regia di James Gray (2000)

### Televisione
- Assistente sociale (East Side/West Side) - serie TV, un episodio (1964)
- Route 66 - serie TV, un episodio (1964)
- La parola alla difesa (The Defenders) - serie TV, un episodio (1964)
- Hawk l'indiano (Hawk) - serie TV, un episodio (1966)
- N.Y.P.D. - serie TV, 2 episodi (1967-1969)
- You Are There - serie TV, un episodio (1971)
- Toma - serie TV, un episodio (1973)
- Kojak - serie TV, un episodio (1975)
- Bronk - serie TV, un episodio (1975)
- Serpico - serie TV, un episodio (1976)
- Una famiglia americana (The Waltons) - serie TV, un episodio (1977)
- CHiPs - serie TV, un episodio (1977)
- Ai confini della notte (The Edge of Night) - serie TV, 47 episodi (1982)
- Hardcastle & McCormick - serie TV, un episodio (1983)
- Top Secret (Scarecrow and Mrs. King) - serie TV, un episodio (1983)
- Tuono blu (Blue Thunder) - serie TV, un episodio (1984)
- Trapper John (Trapper John, M.D.) - serie TV, un episodio (1984)
- New York New York (Cagney & Lacey) - serie TV, 2 episodi (1984-1987)
- A cuore aperto (St. Elsewhere) - serie TV, un episodio (1987)
- Law & Order - I due volti della giustizia (Law & Order) - serie TV, 3 episodi (1991-2005)
- Quando si ama (Loving) - serie TV, un episodio (1991)
- 100 Centre Street - serie TV, un episodio (2001)
- Squadra emergenza (Third Watch) - serie TV, un episodio (2002)
- Law & Order: Criminal Intent - serie TV, un episodio (2002)
- Damages - serie TV, 7 episodi (2007)
- Law & Order - Unità vittime speciali (Law & Order: Special Victims Unit) - serie TV, un episodio (2009)

## Doppiatori italiani
Nelle versioni in italiano delle opere in cui ha recitato, Victor Arnold è stato doppiato da:
- Giancarlo Padoan in CHiPs
- Silvio Anselmo in ...e giustizia per tutti
- Saverio Moriones in The Yards
- Diego Reggente in Law & Order - I due volti della giustizia (ep. 2x09)
- Dario De Grassi in Law & Order - I due volti della giustizia (ep. 16x03)
- Santo Versace in Law & Order: Criminal Intent
- Sandro Iovino in Damages
- Dante Biagioni in Law & Order - Unità vittime speciali